# Virtuose

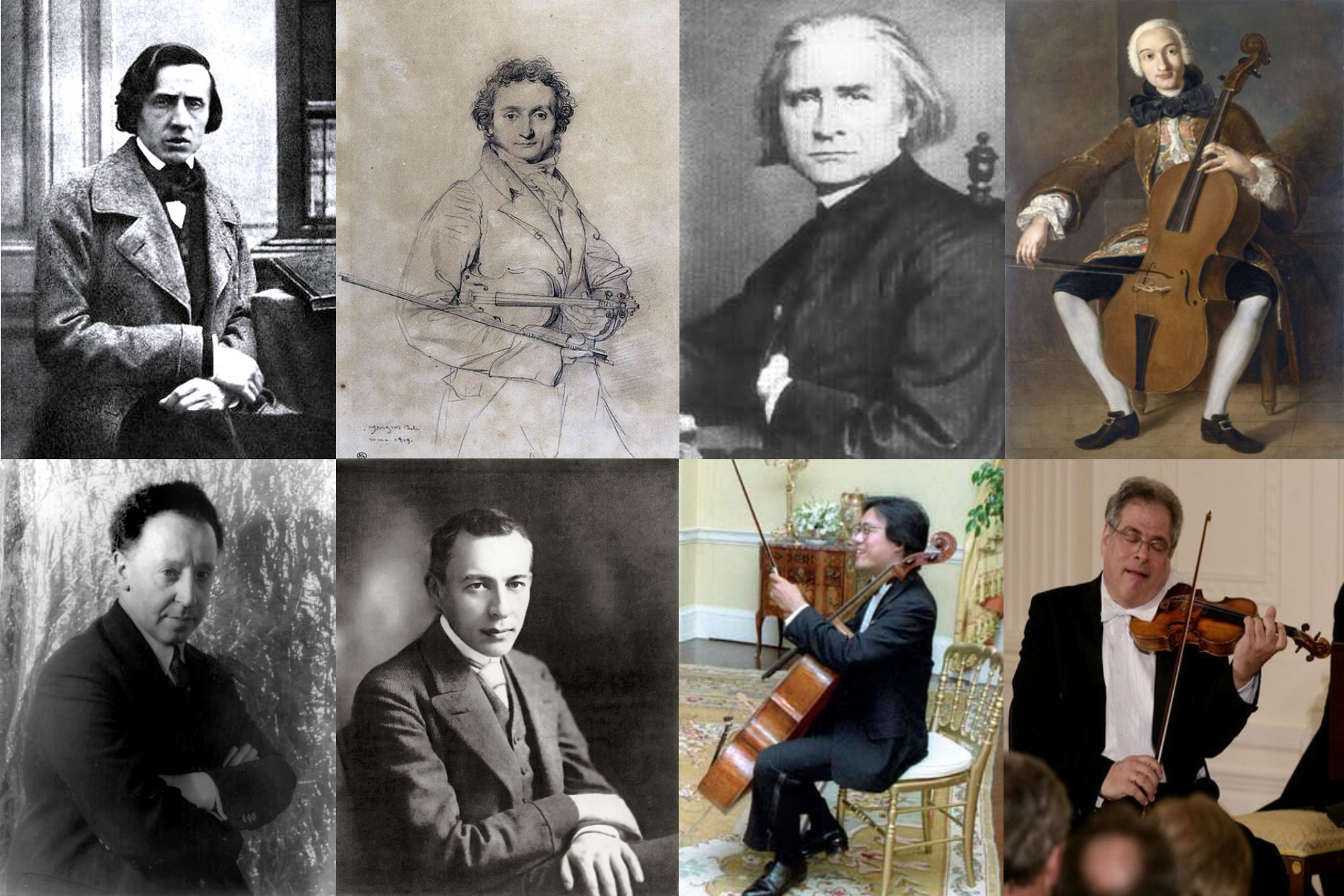
Frédéric Chopin, Niccolò Paganini, Franz Liszt, Luigi Boccherini
Arthur Rubinstein, Sergueï Rachmaninov, Yo-Yo Ma, et Itzhak Perlman.

Un virtuose est une personne, le plus souvent un musicien, d'une qualité exceptionnelle.

## Origine du mot
Le mot virtuose est emprunté à l'italien (virtuoso), issu du latin tardif virtuosus, de virtu pour « énergie, qualité », et de virtus qui veut dire « compétence, virilité, excellence » lui-même dérivé de vir pour « homme » et désignait à l'origine les qualités viriles et ayant donné le français « vertu » à partir de virtutem, accusatif de virtus.

## Premier sens de virtuose, auXVIIesiècle
Un virtuose est une personne d'une qualité exceptionnelle. 
C'est le sens de ce mot qu'on retrouve dans une lettre, datée du 18 juin 1633, écrite par Jean-Jacques Bouchard à un correspondant parisien après une visite qu'il a faite à Galilée alors en résidence surveillée à l'ambassade de Florence, en attente de son jugement :
... Il y a icy un Linceo , qui voit bien plus clair que tous ces gens cy avec ses lunettes d'approche, qui ne lui ont pas néantmoins fait découvrir dans la lune les trahisons qu'on lui a tramées à Rome, où il a été appelé par ceux de l'Inquisition... C'est le vieillard le plus sage, le plus éloquent et le plus vénérable que j'aye jamais veu, et qui en sa façon et en ses termes je ne sçay quoy de ces philosophes anciens ; aussi chés lui se fait le cercle di tutti i virtuosi di Roma ....
Le mot passe en Angleterre, en 1651, sous la forme italienne virtuoso d'après Richard Westfall. Il désigne alors une personne « qui porte un intérêt général aux arts et aux sciences, ou qui poursuit des recherches précises dans un ou plusieurs d'entre eux ; une personne cultivée ; un homme de science, savant ou universitaire ». Le mot est repris par Robert Boyle dans l'essai The Christian Virtuoso (en), publié en 1690, qui annonce au début : The Proposition I shall here endeavour to establish, is, that a man be a virtuoso, or experimental philosopher, without forfeiting his christianity (un homme peut être un virtuoso, ou un philosophe expérimental, sans trahir sa conscience chrétienne). Ce terme va d'abord être utilisé par le groupe constituant la Royal Society de Londres dont la première réunion se tient le 28 novembre 1660. Ce mot est utilisé par John Evelyn dans son Diary (Journal) pour le 1er mars 1644 quand il décrit sa visite à Paris de one of the greatest Virtuosas in France, for his Collection of Pictures, Achates, Medaills, & Flowers, especially Tulips & Anenomys. Thomas Shadwell donne une pièce de théâtre en 1676, The Virtuoso (en), satire de la science contemporaine et de la Royal Society.

## En musique
Un virtuose est un musicien possédant une maîtrise hors-normes de son instrument ou de sa voix. On trouve un premier exemple dans la comédie Le Sicilien ou l'Amour peintre créée en 1667 par Molière, dans la scène 7 : Hali - « Signor, je suis un virtuose » ... « comme je me mêle un peu de musique et de danse », ...
La notion de virtuosité, qui inclut la vélocité, s’oppose à celle d’expressivité. Les deux aptitudes sont cependant compatibles, un bon interprète devant allier à une bonne technique, un sentiment musical.
Le virtuose est aussi souvent un compositeur. La virtuosité a ainsi entretenu au cours des derniers siècles un rapport étroit avec les aptitudes en composition ; en témoigne la très longue liste de virtuoses-compositeurs, parmi lesquels Bach, Mozart, Beethoven, Liszt, Chopin, Rachmaninov et bien d'autres.
Paganini, par exemple, a subjugué jusqu'aux plus grands des musiciens de son époque par sa technique et son aisance parfois jugées diaboliques. Il inspira de nombreux compositeurs, désireux d'écrire pour leur instrument des pièces d'une difficulté comparable à celles du maestro italien.

## Extension
Par analogie, le qualificatif de virtuose est donné à une personne ayant une technique accomplie, notamment dans le monde artistique. 